# Kolozsvár-szamosújvári görögkatolikus püspökök listája

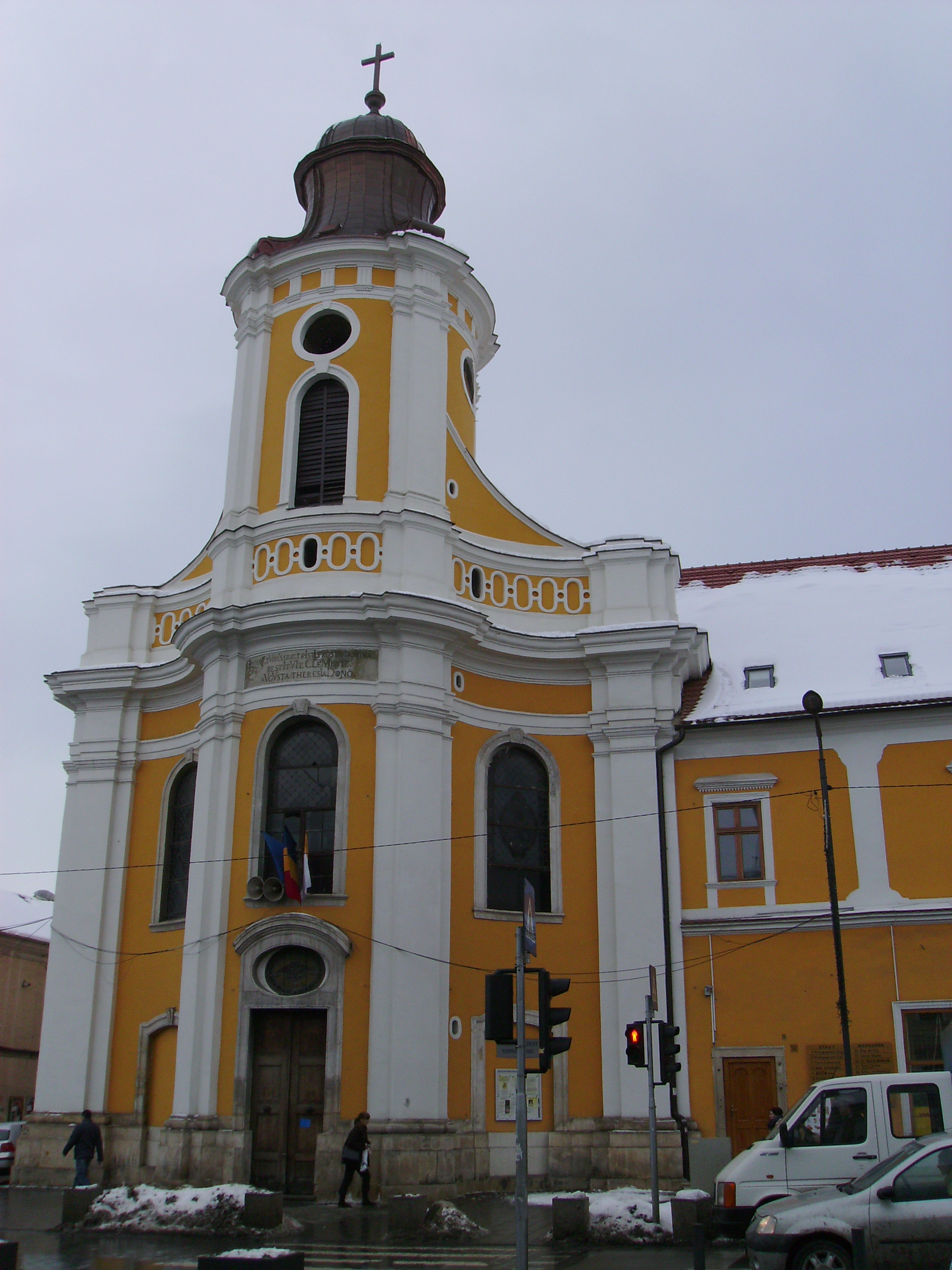
A kolozsvár-szamosújvári görögkatolikus püspökség székesegyháza (volt minorita templom)

Az alábbi lista a kolozsvár-szamosújvári görögkatolikus püspököket sorolja fel a tisztségviselés időrendi sorrendjében:
1. Ioan Alexi 1854. március 17. – 1863. június 29.
2. Ioan Vancea de Buteasa 1865. július 5. – 1868. augusztus 11.
3. Mihail Pavel de Peteritea 1872. szeptember 11. – 1879. január 29.
4. Ioan Sabo de Cristelec 1879. február 18. – 1911. május 1.
5. Vasile Hossu 1911. november 15. – 1916. január 13.
6. Iuliu Hossu 1917. március 3. – 1970. május 28.
7. George Guțiu 1990. március 14. – 2002. július 18.
8. Florentin Crihălmeanu 2002. július 18. –